# José Miguel Garrido Sola
José Miguel Garrido Sola (Pamplona, 1994) es un político navarro independiente y parlamentario foral como representante del partido Contigo Navarra-Zurekin Nafarroa tras las elecciones forales de 2023.

## Biografía
José Miguel Garrido nació en Pamplona el 22 de abril de 1994. Estudió Economía en la Universidad Pública de Navarra, institución en la que ganó la XV edición de la Liga Universitaria de Debate junto a otros compañeros, por lo que luego representaron a la UPNA en la liga de debate de la red Universitaria G9.
Garrido formó parte de la Junta Directiva de la Asociación Navarra de Debate entre 2015 y 2016. Más tarde se convertiría en el presidente del Consejo de la Juventud de Navarra tras la XXX Asamblea del Consejo el 21 de octubre de 2017. Ocuparía el puesto hasta la XXXII Asamblea del 21 de septiembre de 2019 en la que no revalidó el mismo.

## Carrera política
Con el anuncio de las Elecciones al Parlamento de Navarra de 2023 en las que la coalición de derechas Navarra Suma no se iba a presentar, los partidos políticos «a la izquierda del PSN» organizaron un bloque político de izquierda alternativa abanderado por Begoña Alfaro llamado Contigo Navarra-Zurekin Nafarroa.
José Miguel Garrido Sola se presentó como independiente dentro de la lista de Contigo-Zurekin ocupando el cuarto lugar de la misma. En las elecciones la coalición obtuvo un 6,09 % de los votos, lo que supusieron 3 escaños que no bastaron para conseguir el escaño de Garrido.
Con las negociaciones para la investidura de María Chivite y la formación de un segundo gobierno de la socialista, Begoña Alfaro fue nombrada vicepresidente tercera del gobierno resultante tras la investidura del 15 de agosto de 2023, dejando libre el escaño para su formación. José Miguel Garrido Sola ocupó el escaño vacío por ser el siguiente en la lista electoral, tomando posesión del mismo el 5 de septiembre de 2023.
En febrero de 2024 Garrido abanderó una propuesta que calificó de «herencia pública universal en Navarra» en la que se proponía dar 10 000 euros a todo residente en Navarra al cumplir los 18 años. La medida, que defendía la igualdad de oportunidades según el grupo de CN-ZN, obtuvo 3 votos a favor y 46 en contra (1 parlamentaria se encontraba ausente).
El 15 de mayo de 2025 Garrido abandonó la ejecutiva de CN-ZN junto a otras personas del entorno de Begoña Alfaro, relevada a su vez de Políticas Migratorias en el ejecutivo navarro, en un movimiento que se desvinculo del suceso y se enmarcó en la idea de hacer sitio para que otras voces aportasen a la coalición.